# Лагачи (Пистоја)
Лагачи је насеље у Италији у округу Пистоја, региону Тоскана.
Према процени из 2011. у насељу је живело 50 становника. Насеље се налази на надморској висини од 704 м.